# 2009년 나미비아·앙골라 홍수
2009 나미비아·앙골라 홍수는 2009년 3월 초부터 계속된 홍수로 일어난 나미비아와 앙골라 일대의 홍수 사고로 92명이 죽고 40만 명 정도가 피해를 입었다. 나미비아 6개의 행정구역과 최소 1개 앙골라 지역이 포함되며 홍수로 기반 시설과 건물 대부분이 침수돼 25,000명이 주거지를 잃었다. 응급 상황이 북부 나미비아에 선포된 가운데 전염병 창궐이 우려되고 있다. 적십자와 세계보건기구가 파견돼 구호물자 배급에 나서고 있다.
앙골라와 나미비아 국경 사이에는 수많은 개천과 강이 있어 우기인 12-4월에는 그 규모가 상당히 팽창된다. 2008년에도 나미비아 주민 25만 명이 피해를 입어 42명이 목숨을 잃었는데 대개 폭우로 홍수가 나타난다. 이번 홍수는 40년 만에 최악의 홍수라 그 피해가 갈수록 우려되고 있다.